# Hryhorij Hołoskewycz
Hryhorij Kostiantynowycz Hołoskewycz (ukr. Григорій Костянтинович Голоскевич; ur. 4 listopada 1884 w Supruńkowcach, zm. w 1934 w Tobolsku) – ukraiński językoznawca, działacz społeczny, członek Ukraińskiej Centralnej Rady. Był autorem Słownika ortograficznego (Правописний словник) języka ukraińskiego, który przez władze sowieckie został uznany za „nacjonalistyczny”. 

## Życiorys
W 1905 ukończył prawosławne seminarium duchowne w Kamieńcu Podolskim. Do 1911 studiował na Wydziale Historyczno-Filozoficznym Uniwersytetu Petersburskiego, gdzie jednym z jego wykładowców był rosyjski językoznawca i historyk kultury Aleksiej Szachmatow. Po studiach pracował jako nauczyciel szkolny w Rydze, od 1917 w Sankt Petersburgu, wreszcie od sierpnia 1917 w Kijowie. Od 15 stycznia 1919 pracował we Wszechukraińskiej Akademii Nauk. 17 sierpnia 1929 został aresztowany w ramach tak zwanego procesu Związku Wyzwolenia Ukrainy. Zginął w 1934 (według innych danych popełnił samobójstwo). Został zrehabilitowany w 1989.